# Zloděj životů
Zloděj životů (v anglickém originále Taking Lives) je americký mysteriózní film z roku 2004. Režisérem filmu je D. J. Caruso. Hlavní role ve filmu ztvárnili Angelina Jolie, Ethan Hawke, Kiefer Sutherland, Gena Rowlands a Olivier Martinez.

## Obsazení
| Angelina Jolie      | Illeana Scott            |
| Ethan Hawke         | James Costa/Martin Asher |
| Kiefer Sutherland   | Christopher Hart         |
| Gena Rowlands       | Rebecca Asher            |
| Olivier Martinez    | Joseph Paquette          |
| Tchéky Karyo        | Hugo Leclair             |
| Jean-Hugues Anglade | Emil Duval               |
| Paul Dano           | mladý Martin Asher       |
| Marie-Josée Croze   | lékařka                  |